# Geoff Morrell
Pour les articles homonymes, voir Morrell.
Pour le porte parole du gouvernement, voir Geoff Morrell (porte-parole).
Geoff Morrell, né le 19 février 1958 à Sydney en Nouvelle-Galles du Sud est un acteur australien.

## Filmographie

### Cinéma
- 1992 : The Girl Who Came Late : Brad Hislop
- 1993 : No Worries : Ben Bell
- 1996 : Mr. Reliable : Sergent Campbell
- 1997 : Blackrock : Stewart Ackland
- 1997 : Oscar and Lucinda : Charley Fig
- 2000 : Looking for Alibrandi : M. Barton
- 2003 : Ned Kelly : Robert Scott
- 2004 : Right Here, Right Now : Paul
- 2007 : Lucky Miles : Peter Coade vieux
- 2007 : Solitaire : Allen
- 2008 : Ten Empty : Ross
- 2008 : The View from Greenhaven : Theodore
- 2009 : Coffin Rock : George
- 2010 : Oranges and Sunshine : Walter
- 2014 : The Mule : John O'Hara
- 2016 : Red Christmas : Joe
- 2025 : Ice Road: Vengeance de Jonathan Hensleigh

### Télévision
- 1985 : Theatre Night : M. Hopper (1 épisode)
- 1986 : The Bill : Rod (1 épisode)
- 1989 : Les Twist : Porter (1 épisode)
- 1994 : Hartley, cœurs à vif : Allan Masters
- 1995 : Bordertown : Bates
- 1995 : Blue Murder : Les Knox
- 1997 : Fallen Angels : Jack Landers
- 1997-2000 : Fréquence Crime (Murder Call) : Détective Sergent Lance Fisk
- 2000-2003 : Grass Roots : Col Dunkley
- 2001 : Changi : Rowdy
- 2003 : Farscape : T. R. Holt
- 2003 : Stingers : Unité secrète : Ron Moore
- 2004-2005 : Blue Heelers : Mark Jacobs
- 2008 : Sea Patrol : LCDR Jack Freeman
- 2008 : Bed of Roses : Tibor Havel
- 2009 : Packed to the Rafters : Tim Connelly
- 2010 : Not Available : Remington
- 2010 : Rake : Joe Sandilands
- 2011 : Small Time Gangster : Les
- 2011 : Cloudstreet : Lester Lamb
- 2011 : Winners & Losers : Paul Armstrong
- 2011-2012 : Summer Bay : Geoffrey King
- 2013 : Miss Fisher enquête : Bob Ryan
- 2015 : Milat : traque d'un serial killer (Catching Milat) : Clive Small
- 2015 : 8MMM Aboriginal Radio : Dave
- 2016 : The Code : David Banks
- 2015-2016 : Please Like Me : Bruce
- 2017 : Top of the Lake : Ray le pathologiste
- 2017 : Fucking Adelaide : Geoff
- 2022 : Le Seigneur des anneaux : Les Anneaux de Pouvoir : Waldreg
- 2022 : Wolf Like Me : Dr Peter Stenning